# Nino Aviani
Nino Aviani  poznati je hrvatski stručnjak za kondicijsku pripremu sportaša. 

U atletici s paraolimpijkom Antoniom Balek zaslužan je za dvije zlatne medalje i dva svjetska rekorda:
Zlatne medalje u kugli F32–34/52–53 i koplju F33–34/52–53 na Ljetnim Paraolimpijskim igrama 2008. u Pekingu, Kina. 
Svjetski rekordi u kugli na Iwasa Golden League mitingu (Stadskanaal 2009) i koplju (Duisburg 2009)

Osnivac Atletskog kluba "AK Marjan" 2009 godine u Splitu, Hrvatska gdje i danas radi kao glavni kondicijski trener.
Suosnivač je atletskog kluba "AK MIlenium" sada "AAK Dioklecijan" godine 2009 u Splitu, Hrvatska gdje i danas radi kao savjetnik mladih trenera.
Od 2003. – 2004. g. radio je kao kondicisjki trener (Ženskog nogometnog kluba) ŽNK Marjan. 
 2009. g. osniva Atletski klub invalidnih osoba "Marjan", gdje provodi sljedeće 3 godine radeči kao atletski i kondicijski trener.